# ماشا زيك بشكيريتش
ماشا زيك بشكيريتش (بالسلوفينية: Maša Zec Peškirič)‏ مواليد 21 يناير 1987 في جمهورية يوغوسلافيا الاشتراكية الاتحادية، هي لاعبة كرة مضرب سلوفينية بدأت مسيرتها كمحترفة سنة 2005 تلعب باليد اليمنى. أعلى تصنيف لها كان 93. بينما في الزوجي كان أعلى تصنيف حققته هو المركز 130. بدأت بتمثيل منتخب سلوفينيا في كأس فيد سنة 2006. فازت بـ 14 لقبا في الفردي بينما فازت بـ 10 ألقاب في الزوجي في مسابقات الاتحاد الدولي لكرة المضرب.

## روابط خارجية
- ماشا زيك بشكيريتش على موقع رابطة محترفات التنس (الإنجليزية)
- ماشا زيك بشكيريتش على موقع الاتحاد الدولي لكرة المضرب (الإنجليزية)
- ماشا زيك بشكيريتش على موقع كأس بيلي جين كينغ (الإنجليزية)
- ماشا زيك بشكيريتش على موقع بطولة ويمبلدون (الإنجليزية)
- ماشا زيك بشكيريتش على موقع خلاصة التنس.كوم (الإنجليزية)